# Преторія
25°43′32″ пд. ш. 28°14′38″ сх. д. / 25.72556° пд. ш. 28.24389° сх. д.

Прето́рія — адміністративна столиця Південно-Африканської Республіки, центр муніципалітету Цване у провінції Гаутенг. Четверте за населенням місто країни.
Місто засноване в 1855 році Мартинусом Преторіусом, сином головнокомандуючого військами бурських переселенців Андріса Преторіуса, і назване на його честь. У 1860 році Преторія стала столицею бурської республіки Трансвааль. Після Другої англо-бурської війни 1899—1902 років Трансваалем заволоділа Велика Британія, і Преторія стала адміністративним центром Трансваалю під британським протекторатом. З 1910 року Преторія — столиця домініону Південно-Африканський Союз у складі Великої Британії. В 1961 році стала столицею проголошеної Південно-Африканської Республіки. За часів расизму Преторію називали цитаделлю апартеїду.
Преторія — велике сучасне місто, у якому багато фонтанів, парків, зелені, хмарочосів. Водночас Преторія — місто великих контрастів, його оточують пояси нетрів. У 2010 році в ПАР пройшов Чемпіонат світу з футболу, один з матчів відбувся в Преторії, і стадіон Лофтус Версфельд був оновлений.

## Освіта
- Університет Південної Африки, заснований 1873 року, понад 300 000  студентів,
- Університет Преторії, заснований 1908 року, понад 59 000 студентів,
- Технологічний університет Цване, заснований 2004 року, 60 000 студентів.

## Клімат
Клімат Преторії — вологий субтропічний (Cwa за класифікацією кліматів Кеппена) із жарким дощовим літом і короткою та сухою зимою (прохолодною або холодною). Зима в місті типова для Південної Африки: вночі холодно і ясно, вдень — помірно тепло. Хоча середня температура взимку досить комфортна, проте нічна температура досить низька (у діапазоні від 2 до –5 °C). Середньорічна температура становить 18,2 °C, це досить висока температура з огляду на відносно велику висоту міста над рівнем моря (близько 1339 метрів), це обумовлено головним чином захищеним становищем міста в долині, більшу частину року своєрідна теплова пастка відсікає Преторію від прохолодних південних і південно-східних повітряних мас. Дощі переважно йдуть влітку, взимку досить сухо. Снігопад — надзвичайно рідкісна подія, сніг був зафіксований лише в 1959, 1968 і 2012 роках, але за весь період спостережень не зафіксовано значних снігопадів.
| Клімат Преторії (1961–1990)                      | Клімат Преторії (1961–1990) | Клімат Преторії (1961–1990) | Клімат Преторії (1961–1990) | Клімат Преторії (1961–1990) | Клімат Преторії (1961–1990) | Клімат Преторії (1961–1990) | Клімат Преторії (1961–1990) | Клімат Преторії (1961–1990) | Клімат Преторії (1961–1990) | Клімат Преторії (1961–1990) | Клімат Преторії (1961–1990) | Клімат Преторії (1961–1990) | Клімат Преторії (1961–1990) |
| Показник                                         | Січ.                        | Лют.                        | Бер.                        | Квіт.                       | Трав.                       | Черв.                       | Лип.                        | Серп.                       | Вер.                        | Жовт.                       | Лист.                       | Груд.                       | Рік                         |
| Абсолютний максимум, °C                          | 36,2                        | 36,3                        | 35,0                        | 32,5                        | 29,4                        | 26,0                        | 26,0                        | 30,0                        | 34,0                        | 36,0                        | 35,7                        | 36,0                        | 36,3                        |
| Середній максимум, °C                            | 28,5                        | 28,0                        | 26,9                        | 24,1                        | 21,8                        | 18,9                        | 19,5                        | 22,1                        | 25,5                        | 26,6                        | 27,0                        | 28,0                        | 24,7                        |
| Середня температура, °C                          | 22,6                        | 22,1                        | 21,0                        | 17,9                        | 14,7                        | 11,5                        | 11,9                        | 14,7                        | 18,6                        | 20,1                        | 21,0                        | 21,9                        | 18,2                        |
| Середній мінімум, °C                             | 17,8                        | 17,3                        | 16,1                        | 12,6                        | 8,2                         | 4,8                         | 4,8                         | 7,6                         | 11,9                        | 14,4                        | 15,8                        | 16,8                        | 12,3                        |
| Абсолютний мінімум, °C                           | 7,5                         | 10,4                        | 5,5                         | 3,3                         | −1,5                        | −4,5                        | −4,5                        | −4                          | −0,5                        | 3,0                         | 6,6                         | 6,5                         | −4,5                        |
| Середня кількість сонячних годин на місяць       | 260,8                       | 235,3                       | 253,9                       | 245,8                       | 282,6                       | 270,8                       | 289,1                       | 295,5                       | 284,3                       | 275,2                       | 253,6                       | 271,9                       | 3218,8                      |
| Норма опадів, мм                                 | 135                         | 76                          | 79                          | 54                          | 13                          | 7                           | 3                           | 5                           | 20                          | 73                          | 100                         | 108                         | 673                         |
| Днів з опадами                                   | 10,9                        | 7,8                         | 7,6                         | 5,2                         | 1,8                         | 0,6                         | 0,7                         | 1,4                         | 2,0                         | 6,0                         | 9,5                         | 10,8                        | 64,3                        |
| Вологість повітря, %                             | 62                          | 63                          | 63                          | 63                          | 56                          | 54                          | 50                          | 45                          | 44                          | 52                          | 59                          | 61                          | 56                          |
| ------------------------------------------------ | --------------------------- | --------------------------- | --------------------------- | --------------------------- | --------------------------- | --------------------------- | --------------------------- | --------------------------- | --------------------------- | --------------------------- | --------------------------- | --------------------------- | --------------------------- |
| Джерело: NOAA, Deutscher Wetterdienst (extremes) |                             |                             |                             |                             |                             |                             |                             |                             |                             |                             |                             |                             |                             |

## Цікавий факт
1905 року неподалік від Преторії на копальні «Прем'єр» був знайдений найбільший в світі алмаз — Куллінан. Вага алмазу склала 3106 каратів. Уряд Трансваалю подарував його англійському королю Едуарду VII. З алмаза було отримано 9 великих і близько 100 дрібних діамантів, які прикрасили скіпетр і корону Британської імперії та інші королівські регалії.

## Галерея

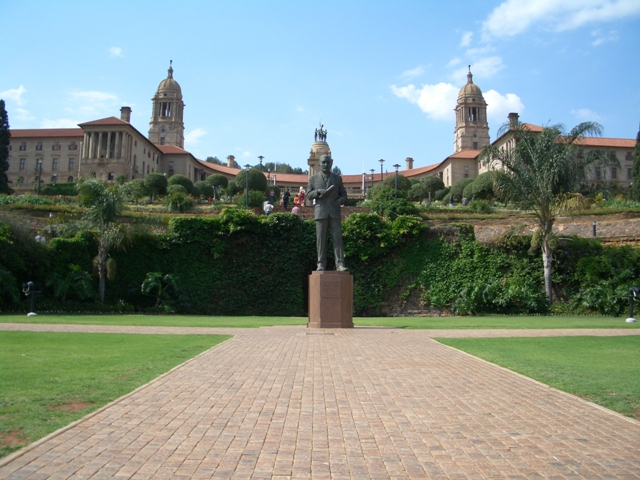
Юніон-Білдінгз, резиденція уряду Південно-Африканської Республіки
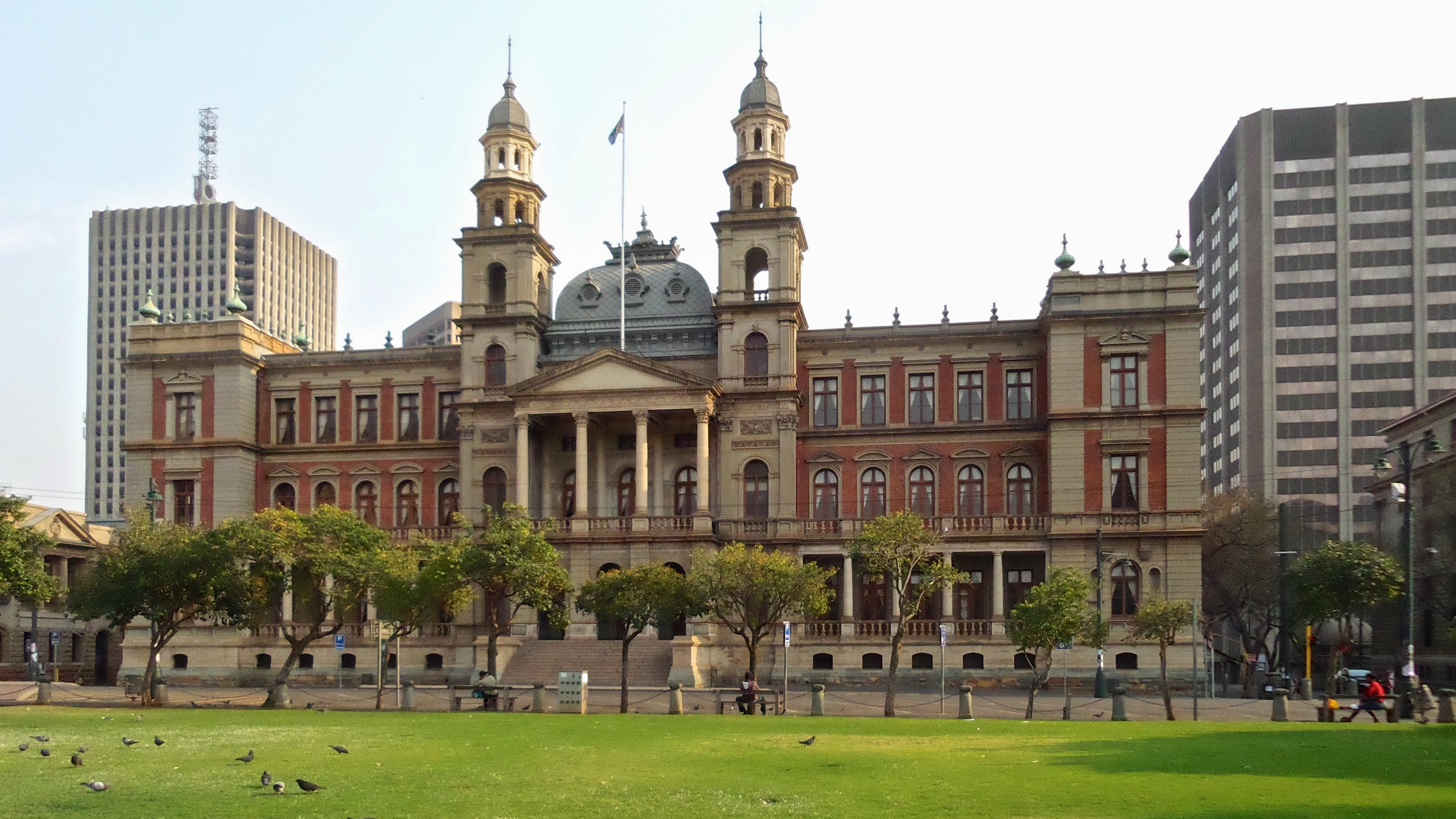
Палац правосуддя
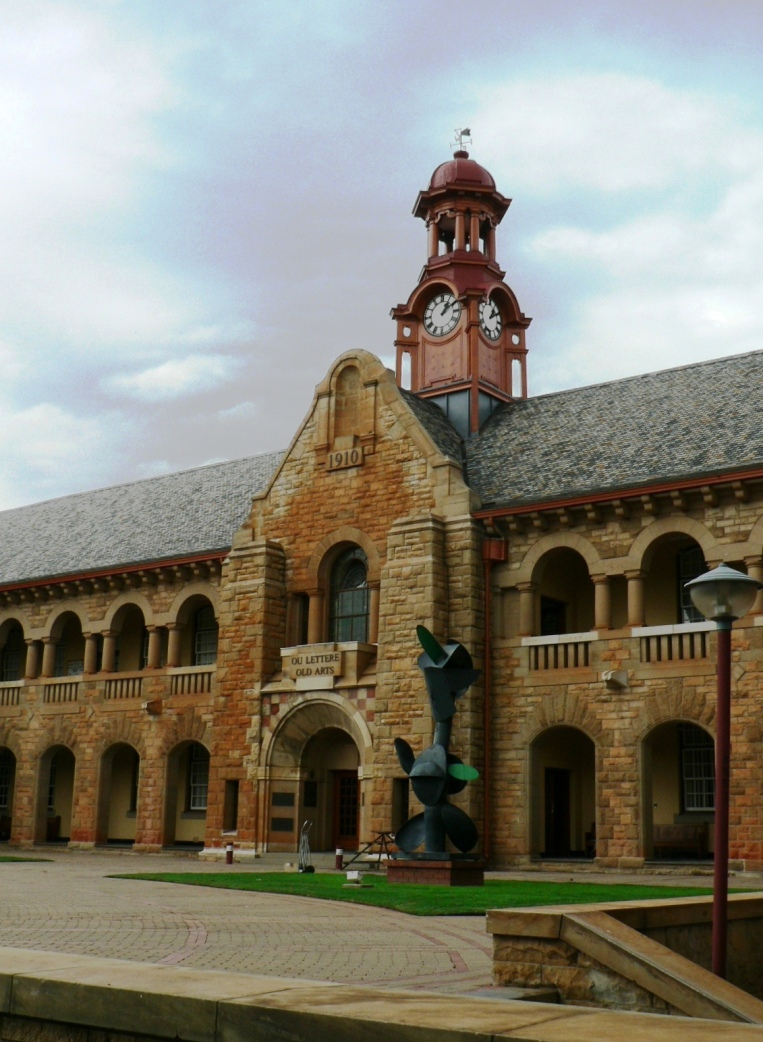
Університет Преторії
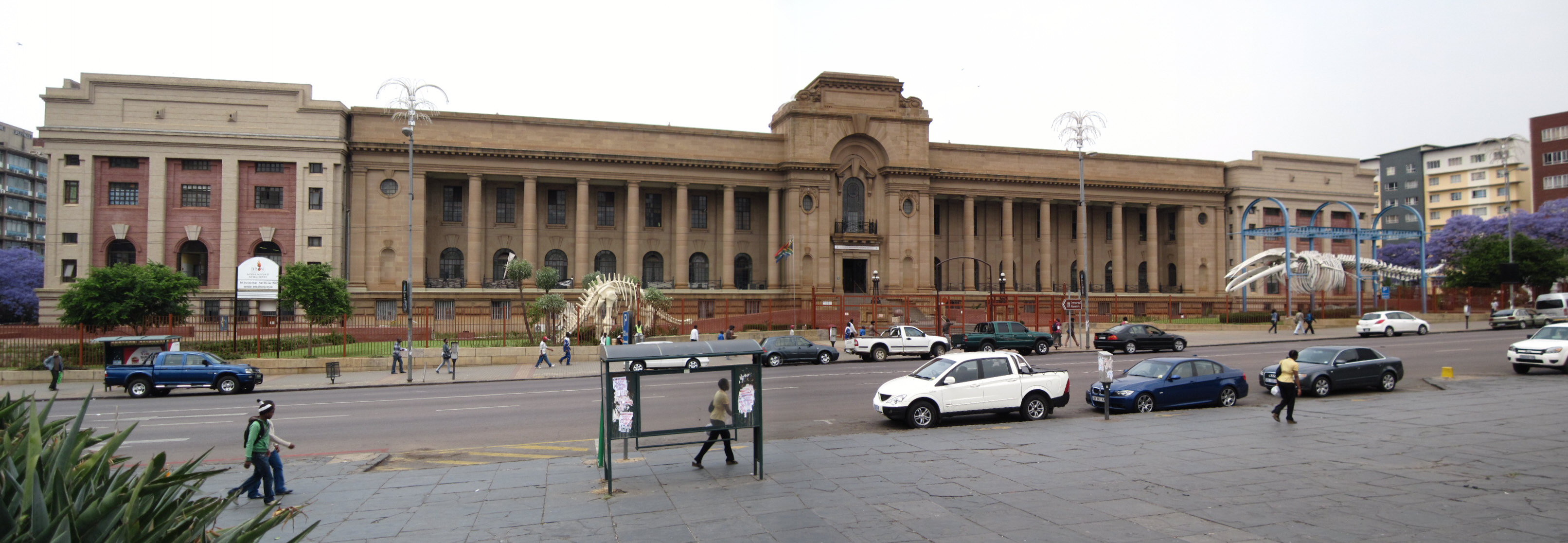
Національний музей природної історії міста Діцонг
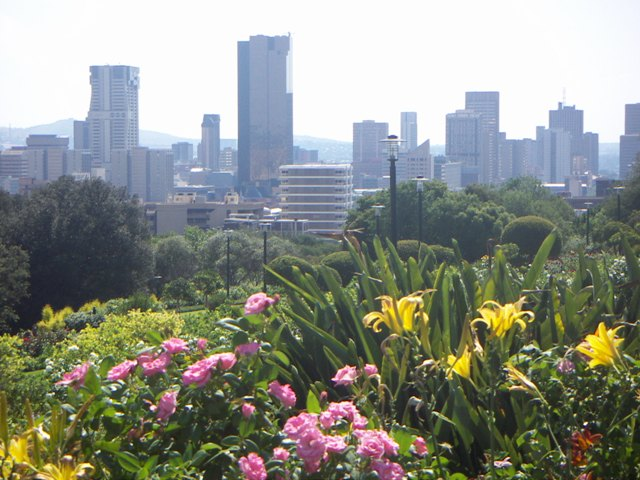
Центр Преторії
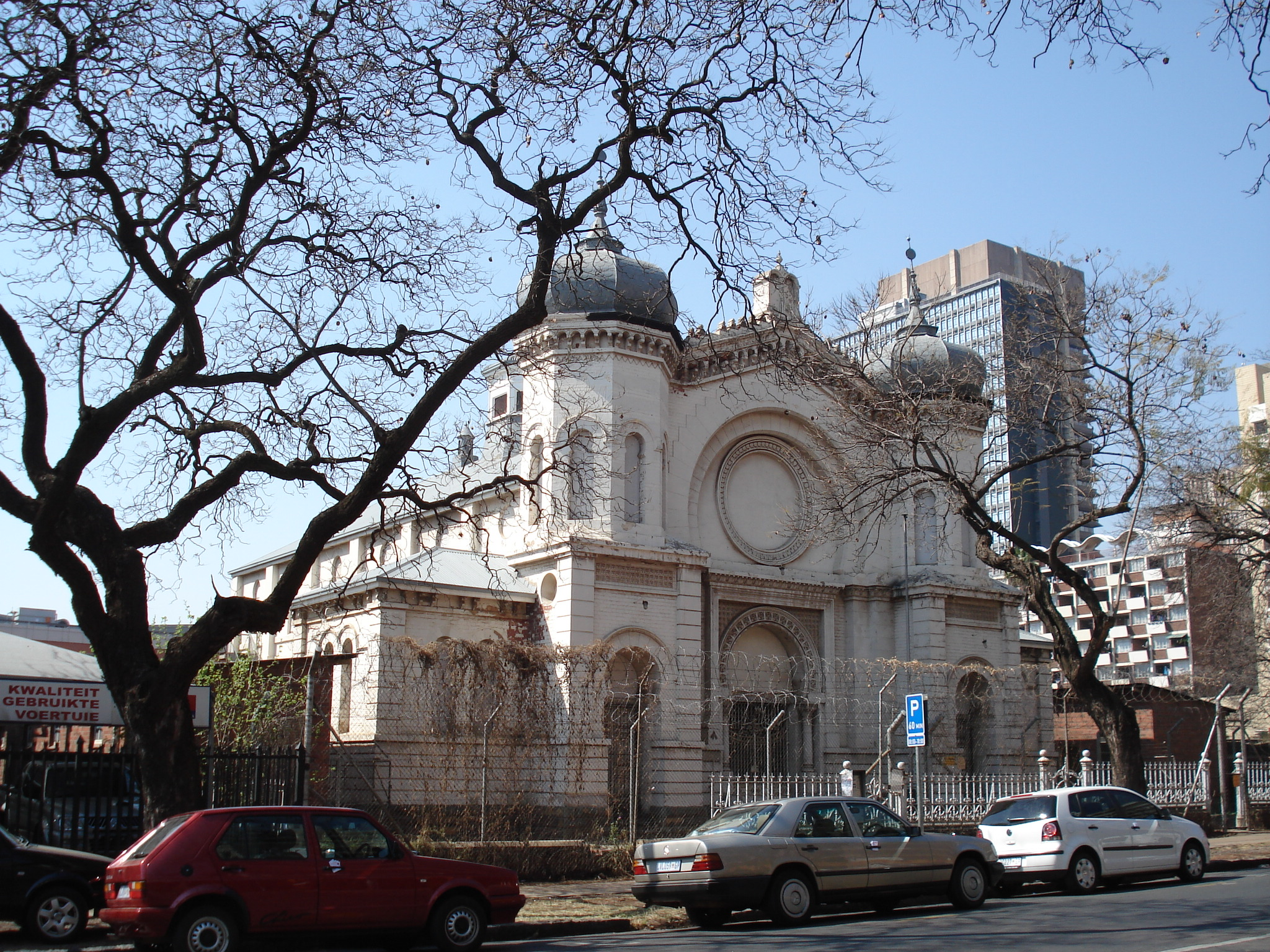
Стара синагога
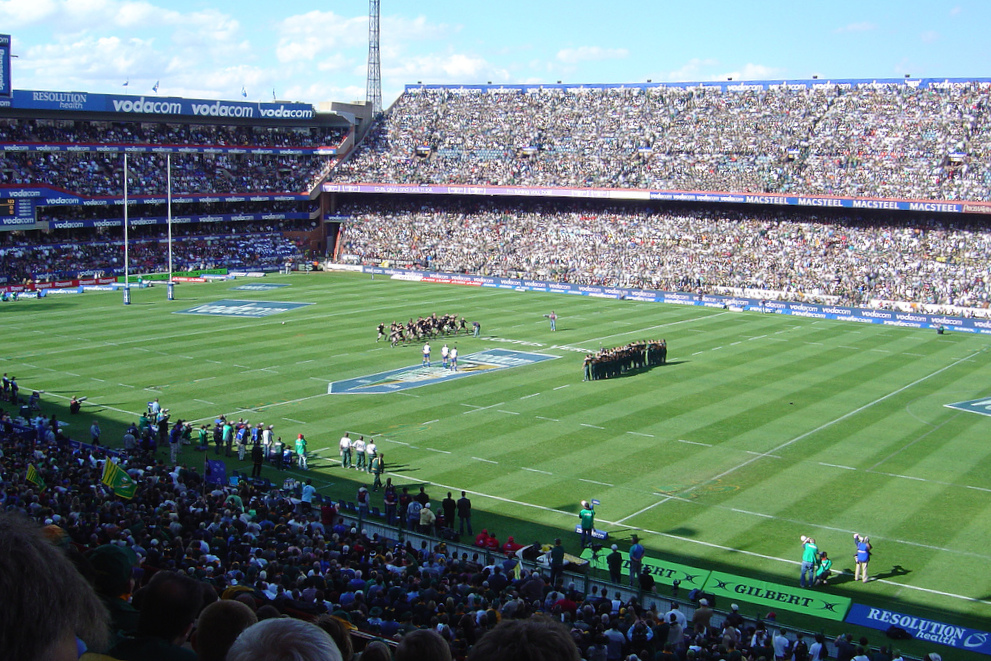
Стадіон Лофтус Версфельд
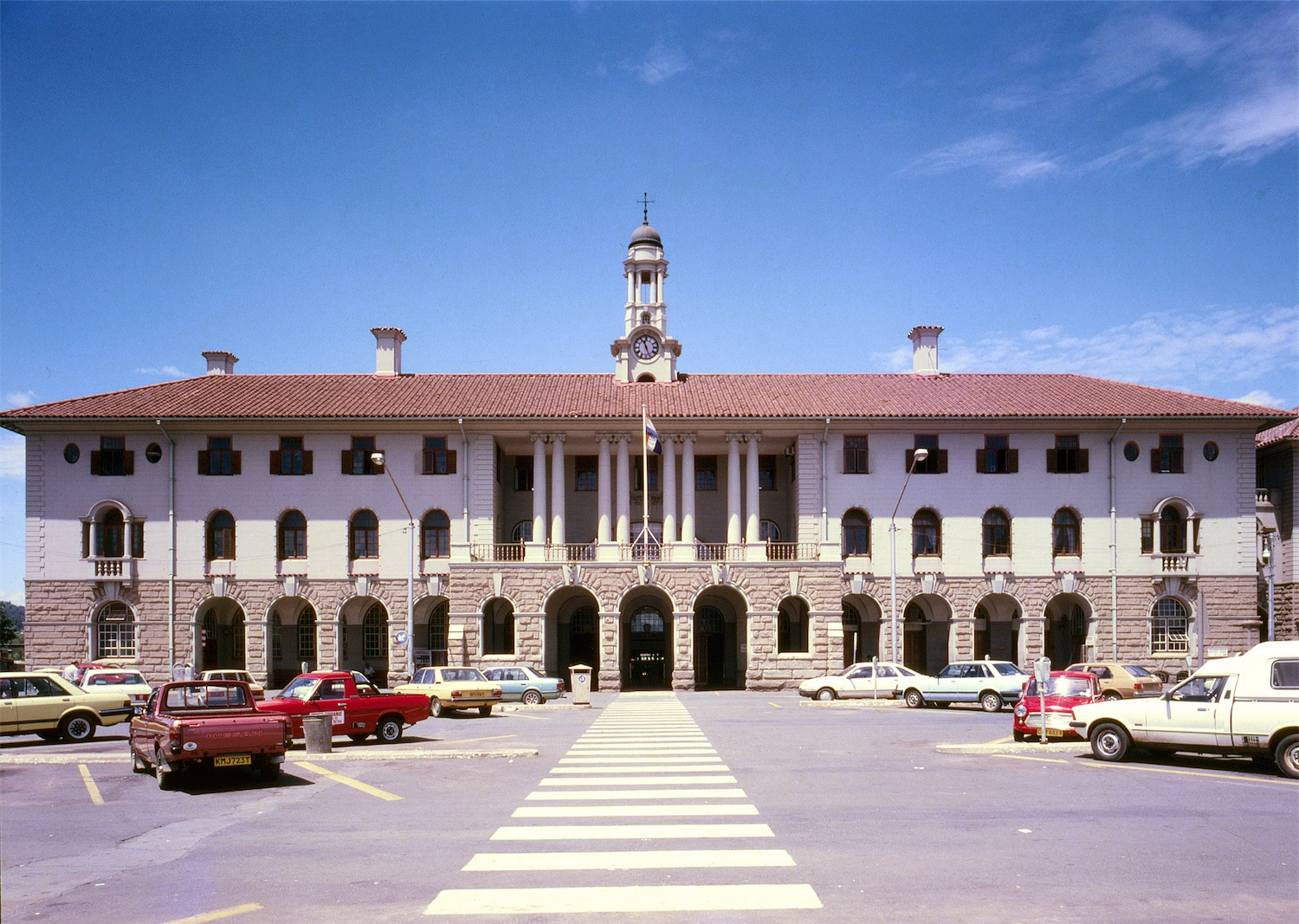
Вокзал
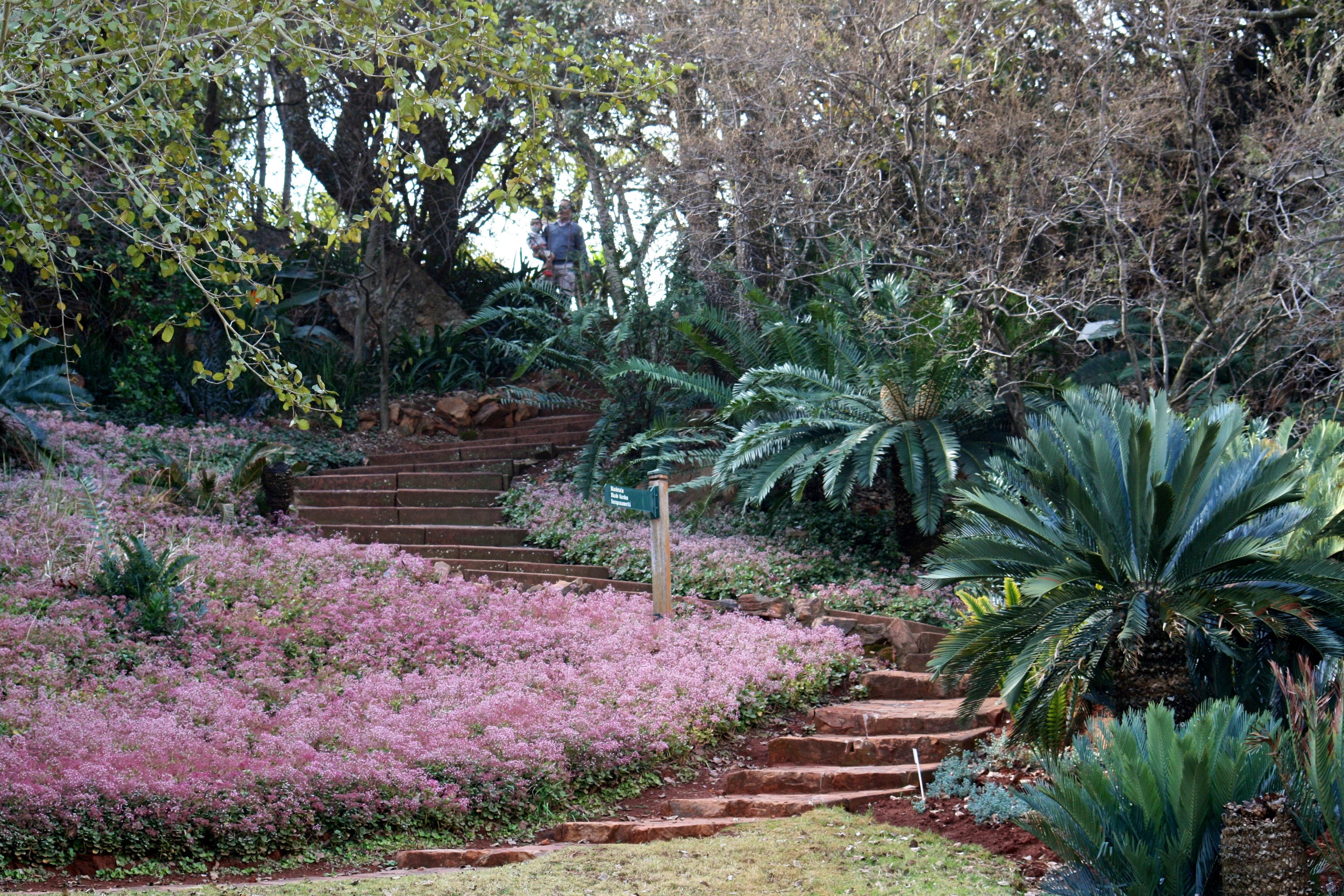
Національний ботанічний сад Преторії
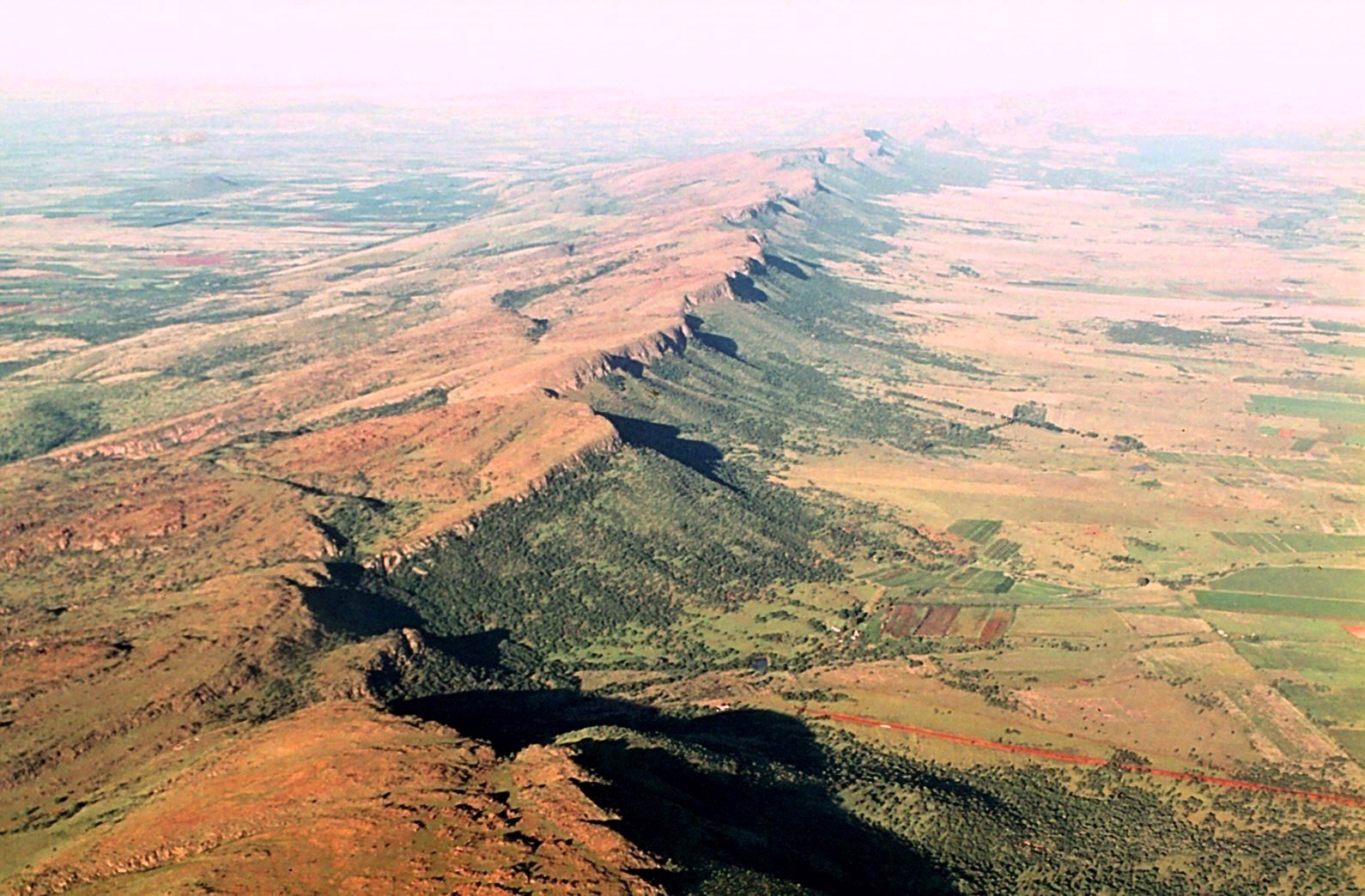
Відроги хребта Магалісберг оточують місто

## Міста-побратими
- Вашингтон, США
- Київ, Україна
- Тайпей, Республіка Китай
- Тегеран, Іран
- Баку, Азербайджан
- Амман, Йорданія
- Делфт, Нідерланди